# بوب هاتش
بوب هاتش (بالإنجليزية: Bob Hatch)‏ هو مدير فني أمريكي، ولد في 22 نوفمبر 1879 في تشيتينانغو في الولايات المتحدة، وتوفي في 25 يوليو 1944 في نيويورك في الولايات المتحدة.